# 1683 w literaturze
Wydarzenia literackie w 1683 roku.

## Nowe książki
- polskie
- zagraniczne
  - Daniel Speer, Ungarischer oder Dacianischer Simplicissimus